# Făgetu (okręg Sălaj)
Făgetu (słow. Gemelčička) – wieś w Rumunii, w okręgu Sălaj, w gminie Plopiș. W 2011 roku liczyła 745 mieszkańców.